# Down Ampney
Koordinaten: 51° 40′ N, 1° 51′ W

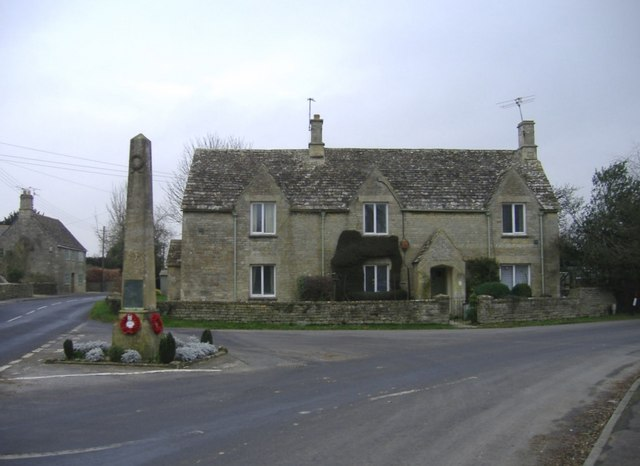
Down Ampney, Denkmal für die Gefallenen des Ersten Weltkriegs

Down Ampney ist ein Ort in England. Er liegt fünf Kilometer nördlich von Cricklade in den Cotswolds in der Grafschaft Gloucestershire. 
Der Komponist Ralph Vaughan Williams wurde am 12. Oktober 1872 in der Old Vicarage geboren.
Im Zweiten Weltkrieg nutzte die Royal Air Force den Flugplatz RAF Down Ampney.